# The Cup of Life
«The Cup of Life» (известная также как «La Copa de la Vida»; рус. Кубок жизни) — песня, записанная пуэрто-риканским певцом Рики Мартином и выпущенная 3 марта 1998 года в качестве второго сингла из его четвертого студийного альбома Vuelve. Английская версия песни вошла в последовательный альбом певца Ricky Martin, вышедший в 1999 году.
«The Cup of Life» является официальным гимном Чемпионата мира по футболу 1998, который состоялся с 10 июня по 12 июля во Франции.
Грандиозное выступление с этой песней на 41-й церемонии «Грэмми» вошло в видеоколлекцию певца под названием The Ricky Martin Video Collection.

## Коммерческий успех
«The Cup of Life» стала одной из самых успешных песен Рики Мартина. Она смогла возглавить в своё время чарты Испании, Германии, Швейцарии, Франции, Бельгии, Швеции и Австралии. Больше всего недель на первом месте песня провела сразу в трех странах — Франции, Швеции и Австралии, где помимо 6-ти пиковых недель, она получила статус «платины».
В Великобритании и США трек не был настолько успешным, но все же ему удалось попасть в топ-50. Именно после успеха сингла «Livin' la Vida Loca» в 1999 году, песня «The Cup of Life» вернулась в престижный чарт США «Billboard Hot 100» и достигла пиковой 45-й строки.
Несмотря на то, что песня «The Cup of Life» вышла задолго до цифровой эры, она все же успела разойтись в 141.000 проданных копий в США и в более 560.000 копий во Франции.

## Музыкальное видео
Видеоклип на песню был снят в начале 1998 года в Пуэрто-Рико американским клипмейкером Уэйном Айшемом. Премьера клипа состоялась в апреле месяце, за два месяца до ЧМ по футболу 1998.

## Список композиций
- European CD single

1. «La Copa de la Vida» (Album Version) — 4:28
2. «La Copa de la Vida» (Spanish Remix Radio Edit) — 4:37

- European CD maxi-single

1. «La Copa de la Vida» — 4:28
2. «La Copa de la Vida» (Remix Long Version) — 8:39
3. «La Copa de la Vida»(Spanglish Remix Radio Edit) — 4:37
4. «La Copa de la Vida» (Album Version) — 4:28

- UK CD maxi-single #1

1. «La Copa de la Vida» (English Radio Edit) — 4:37
2. «La Copa de la Vida» (Spanglish Radio Edit) — 4:37
3. «La Copa de la Vida» (Original English Version) — 4:31
4. «La Copa de la Vida» (Extended English Version) — 8:39
5. «La Copa de la Vida» (Extended Spanglish Version) — 8:39

- UK CD maxi-single #2

1. «La Copa de la Vida» (English Radio Edit) — 4:37
2. «La Copa de la Vida» (The Dub of Life Mix) — 7:44
3. «María» (Spanglish Radio Edit) — 4:31
4. «María» (Jason Nevins Remix) — 3:45

US CD maxi-single
1. «La Copa de la Vida» (Album Version)
2. «La Copa de la Vida» (Spanish Remix Long Version)
3. «La Copa de la Vida» (Spanglish Version Radio Edit)
4. «La Copa de la Vida»

- US CD maxi-single

1. «La Copa de la Vida» (English Radio Edit) — 4:37
2. «La Copa de la Vida» (Spanish Radio Edit) — 4:37
3. «La Copa de la Vida» (Spanglish Radio Edit) — 4:37
4. «La Copa de la Vida» (The Dub of Life Mix) — 7:44
5. «María» (Jason Nevins Remix) — 3:45
6. «María» (Spanglish Radio Edit) — 4:31

## Чарты и сертификации
| Чарт (1998)                          | Наивысшая позиция |
| ------------------------------------ | ----------------- |
| Australian Singles Chart             | 1                 |
| Austrian Singles Chart               | 4                 |
| Belgian Flanders Singles Chart       | 27                |
| Belgian Wallonia Singles Chart       | 1                 |
| Dutch Singles Chart                  | 8                 |
| Finnish Singles Chart                | 11                |
| Finnish Top 50 Hits                  | 4                 |
| Finnish Airplay Chart                | 9                 |
| French Singles Chart                 | 1                 |
| German Singles Chart                 | 1                 |
| Japanese Oricon Singles Chart        | 68                |
| Norwegian Singles Chart              | 2                 |
| Spanish Singles Chart                | 1                 |
| Swedish Singles Chart                | 1                 |
| Swiss Singles Chart                  | 1                 |
| UK Singles Chart                     | 29                |
| US Billboard Hot 100                 | 45                |
| US Billboard Hot Dance Singles Sales | 4                 |
| US Billboard Hot Latin Songs         | 2                 |
| US Billboard Latin Pop Songs         | 2                 |
| US Billboard Tropical Songs          | 3                 |
| Chart (1999)                         | Peak position     |
| US Billboard Adult Pop Songs         | 40                |
| US Billboard Pop Songs               | 18                |
| US Billboard Rhythmic Top 40         | 27                |

| Чарт (1998)                          | Позиция |
| ------------------------------------ | ------- |
| Australian Singles Chart             | 1       |
| Austrian Singles Chart               | 35      |
| Belgian Flandres Singles Chart       | 100     |
| Belgian Wallonia Singles Chart       | 7       |
| Dutch Single Top 100                 | 67      |
| French Singles Chart                 | 8       |
| Swedish Singles Chart                | 5       |
| Swiss Singles Chart                  | 9       |
| US Billboard Hot Dance Singles Sales | 10      |
| US Billboard Hot Latin Songs         | 19      |
| Чарт (1999)                          | Позиция |
| US Billboard Hot Dance Singles Sales | 29      |

| Страна     | Сертификация |
| ---------- | ------------ |
| Австралия  | Платина      |
| Бельгия    | Платина      |
| Франция    | Платина      |
| Германия   | Золото       |
| Нидерланды | Золото       |
| Норвегия   | Золото       |
| Швеция     | Платина      |
| Швейцария  | Золото       |